# Bernardino Cruz Cortez
Bernardino Cruz Cortez (Baclaran, Grande Manila, 3 de julho de 1949) é um clérigo católico romano e prelado da Prelazia Territorial Infanta.

## Biografia
Cortez ingressou no Seminário Menor de Nossa Senhora de Guadalupe e depois completou seus estudos filosóficos e teológicos no Seminário de San Carlos. O Bispo de San Pablo, Pedro Bantigue y Natividad, o ordenou sacerdote em 23 de junho de 1974. Após sua ordenação sacerdotal, estudou teologia na Universidade de Friburgo (Suíça), obtendo a Licenciatura em Teologia Sagrada.
Ocupou os seguintes cargos: vigário paroquial na Catedral de San Pablo e Prefeito de Disciplina no seminário menor de San Pablo (1974-1975); pároco da Paróquia de São João Evangelista em Kalayaan (1975-1978); capelão das Escolas Públicas de Tondo (1979-1982); diretor espiritual do St. Peter College Seminary na cidade de San Pablo (1985-1986; 1993-1994 e 1995-1999); diretor espiritual da Casa de Formação Teológica San Pablo em Tagaytay (1988-1990); pároco da Paróquia Nossa Senhora dos Anjos em Santa Maria (1994); diretor do Departamento de Formação Sacerdotal (1998); pároco da Paróquia Santa Teresa do Menino Jesus (desde 2000); Administrador Diocesano da Diocese de San Pablo (2003-2004).
Em 31 de maio de 2004, o Papa João Paulo II o nomeou Bispo Titular de Bladia e Bispo Auxiliar em Manila. O núncio apostólico nas Filipinas, Antonio Franco, o consagrou bispo em 20 de agosto do mesmo ano; os co-consagrantes foram Gaudencio Borbon Rosales, Arcebispo de Manila, e Ramón Cabrera Argüelles, Arcebispo de Lipa.
Na Conferência Episcopal das Filipinas, enquanto bispo auxiliar, Dom Cortez foi presidente da Comissão de Comunicações Sociais e Mídia de Massa (2005-2013), membro do Comitê Permanente como Representante da área do Sudoeste de Luzon e membro de outras Comissões.
O Papa Francisco o nomeou Prelado da Infanta em 27 de outubro de 2014, com posse em 23 de janeiro do ano seguinte.
O Bispo Cortez tem sido um defensor ativo de questões ambientais e sociais. Ele tem se oposto abertamente ao projeto da Represa de Kaliwa, financiado pela China, expressando preocupações sobre seu potencial impacto nas comunidades indígenas e no meio ambiente. Em 2019, ele enfatizou a importância da preservação da Serra Madre, afirmando que a sobrevivência das comunidades locais depende do cuidado com seu entorno natural.
Em 2020, ele reiterou que o projeto da barragem representa riscos para as comunidades agrícolas e pesqueiras das terras baixas, com histórico de inundações repentinas. A área também abriga milhares de Dumagats, uma comunidade indígena nas terras altas de Infanta. Em 2022, o Bispo Cortez, juntamente com o Bispo Mel Rey Uy de Lucena, liderou uma marcha de protesto na cidade de Lucena contra o projeto da Barragem de Kaliwa.
Em 16 de maio de 2025 o Papa Leão XIV aceitou seu pedido de renúncia ao ofício de prelado da Prelazia Territorial Infanta.  